# Aubeterre-sur-Dronne
Aubeterre-sur-Dronne é uma comuna francesa na região administrativa da Nova Aquitânia, no departamento de Charente. Estende-se por uma área de 2,39 km². Em 2010 a comuna tinha 369 habitantes (densidade: 154,4 hab./km²).
Pertence à rede das As mais belas aldeias de França.